# رومل أدوكول
رومل أدوكول (بالتاغالوغية: Romel Adducul)‏ مواليد 21 أبريل 1976 في كاغايان، الفلبين، هو مدرب كرة سلة فلبيني ولاعب معتزل. بدأ مسيرته الاحترافية في سنة 1998. مثّل منتخب بلاده. اعتزل اللعب في 2013. لعب مع سان ميغيل بيرمن وستار هوتشوتز.